# تايتشو
تايتشو (بالصينية: 泰州市 )‏ هي مدينة على مستوى محافظة، في جمهورية الصين الشعبية، تتبع جيانغسو، تبلغ مساحتها 5,794 كيلومتر مربع، رمزها البريدي هو Ville :225300.

## الموقع
تشترك في الحدود مع:
- سوجو.

## مدن توأم
المدن التوأم:
- لور هوت
- نيفير
- كوتكا.

## التقسيمات الإدارية
- Hailing, Taizhou [الإنجليزية]‏
- Gaogang, Taizhou [الإنجليزية]‏
- شينغهوا  [لغات أخرى]‏
- جينغجانغ  [لغات أخرى]‏
- Taixing [الإنجليزية]‏
- Jiangyan, Taizhou [الإنجليزية]‏.

## أعلام
- هو جينتاو
- كيولكيونغ